# Есмонд Найт
Есмонд Найт (англ. Esmond Pennington Knight; 4 травня 1906 — 23 лютого 1987) — британський актор театру, кіно і телебачення.

## Біографія
Народився в Східному Шині, Суррей, помер в Лондоні. Почав свою кар'єру на театральній сцені, а пізніше став успішним актором кіно. Найбільше запам'ятався своїми роботами з режисерами Майклом Павеллом і Емериком Прессбургером. Він знявся у фільмах «Ringer» (1931), «Віденські вальси» (1933), «Контрабанда» (1940), «Чорний нарцис» (1947), «Червоні черевички» (1948), «Річард III» (1955), «Радіолокатор» (1960), «Зимова казка» (1968), «Робін і Меріан» (1976), а також працював в серіалі «Я, Клавдій» (1976) в ролі Доміція. Він брав участь у Другій світовій війні, отримав поранення, яке призвело до тимчасової сліпоти. Займався також живописом. Був одружений з актрисою Норою Суїнбьорн з 1946 року до своєї смерті.

## Фільмографія
- 1934 — Віденські вальси
- 1944 — Генріх V
- 1947 — Чорний нарцис
- 1948 — Гамлет
- 1948 — Червоні черевички
- 1951 — Річка — батько
- 1955 — Річард III
- 1957 — Принц і танцівниця
- 1958 — Битва за Фау-1
- 1960 — Той, що підглядає
- 1960 — Потопити «Бісмарк»
- 1965 — Шпигун, що прийшов з холоду
- 1969 — Анна на тисячу днів
- 1976 — Робін та Меріен
- 1984 — Елемент злочину
- 1987 — Супермен 4: У пошуках миру